# Friedrich Franz Hasselmann
Friedrich Franz Hasselmann (* 5. März 1713 in Oldenburg in Holstein; † 23. November 1784 in Neumünster) war ein deutscher evangelisch-lutherischer Geistlicher und der letzte Generalsuperintendent des herzoglichen Anteils von Holstein in der Großfürstlichen Zeit.

## Leben
Friedrich Franz Hasselmann stammte aus einer Familie, die über Jahrhunderte Pastoren in den Herzogtümern stellte. Er war ein Sohn des Pastors Zacharias Hasselmann und seiner Frau Engel Elisabeth, geb. Friccius, Tochter des Stadtphysicus von Husum. 
Nach der Berufung seines Vaters zum Hauptpastor von St. Laurentius (Tönning) 1722 wuchs er in Tönning auf und besuchte hier die Schule. Er studierte Evangelische Theologie an der Universität Jena und der Universität Kiel. Danach war er zunächst als Informator (Hauslehrer) bei den vier Söhnen des Forstmeisters Ibsen in Neumünster tätig. 1736 berief ihn Herzog Karl Friedrich (Schleswig-Holstein-Gottorf) zum Diaconus in Neumünster. 1755 stieg er hier zum Hauptpastor auf. Neben seinem Hauptpastorat, das er bis zu seinem Tod beibehielt, wurde er 1763 Propst, 1764 Konsistorialrat und 1766 als Nachfolger von Gustav Christoph Hoßmann Generalsuperintendent des großfürstlichen Teils von Holstein. Nach seinem Tod wurde die Stelle nicht wieder besetzt, da der großfürstliche Anteil auf Grund des Vertrags von Zarskoje Selo in den königlichen Anteil integriert wurde.
Hasselmann war in erster Ehe seit 1739 verheiratet mit der Tochter des Generalsuperintendenten Anton Caspar Engel. Das Paar hatte 14 Kinder, von denen acht im Kindesalter verstarben. Nach ihrem Tod 1765 heiratete er in zweiter Ehe 1769 Friederike Dorothea, geb. Gentzke, Witwe des Justizrats Beneke.
Die beiden überlebenden Söhne aus erster Ehe waren Carl Friedrich (1743–1809), Pastor in Oldenburg, Neumünster und Rahlstedt, und Zacharias (1758–1830), der Amtsverwalter in Reinfeld wurde und der Vater von Karl Friedrich Christian Hasselmann war. 

## Schriften
- (posthum) Eigener Aufsatz Herrn Friedrich Franz Hasselmanns. In: Acta historico-ecclesiastica nostri temporis oder gesammlete Nachrichten und Urkunden zu der Kirchengeschichte unserer Zeit. 82 (1785), S. 810–821